# Laureano de Torres y Ayala
Laureano de Torres y Ayala (Sevilla, España, 1649 – La Habana, Cuba, 1 de septiembre de 1725) Marqués de la Casa Torres y caballero de la Orden de Santiago, fue un soldado español. Fue Gobernador de Florida desde 1693 hasta 1699 y de Cuba desde 1708 hasta 1711, sucedido por Luís Chacón y Pablo Cavero, para luego gobernar nuevamente desde 1713 hasta 1716, sucedido esta vez por Vicente de Raja.

## Biografía
Laureano José de Torres Ayala y Quadros Castellanos nació en Sevilla, España en 1649, pero creció en Madrid, donde se radicó con sus padres cuando él era pequeño. Ayala provenía de una familia noble, siendo el hijo de Tomás de Torres y Ayala y Elvira de Quadros Castellanos. Su padre fue jurado en Sevilla en 1649 y alcalde, gobernador y Capitán General de Mérida y la La Grita en Venezuela. Sus hermanos fueron Pedro Ignacio, Cristóbal y Diego Torres Ayala y Quadros.
En su juventud se unió al ejército español. En junio de 1693 Ayala se unió a la expedición española a La Florida, donde cruzó por el actual Condado de Okaloosa. Más tarde, el 21 de septiembre de 1693, Laureano de Ayala fue nombrado Gobernador de Florida, sustituyendo a Diego de Losada y Quiroga. Desempeñó este cargo hasta 1699, durante su mandato terminó la construcción del castillo de San Agustín. En 1649 regresó a España, participando entre 1704 y 1707, en la Guerra de Sucesión Española.

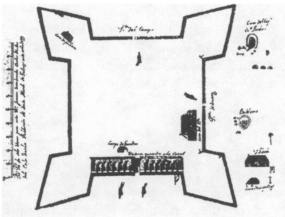
Plan español del Fuerte San Carlos de Austria, en el presidio de Santa María de Galve, el primer fuerte construido en 1698 en Pensacola, Florida.

Como los antiguos gobernadores en 1672, Ayala supervisó la construcción del Castillo de San Marcos, completado en 1695. Durante su administración, la misión de San Carlos de los Chacatos fue atacada por la tribu india Alibamu en 1696. En 1698, el primer acuerdo en el Presidio Santa Maria de Galve y el primer fuerte (Fuerte San Carlos de Austria) fueron encontrados en la actual Pensacola, Florida. Mantuvo el puesto de gobernador hasta 1699, cuando volvió a España, siendo sucedido por José de Zúñiga y la Cerda.
Entre 1704 y 1707, Ayala luchó en la Guerra de Sucesión Española en Europa. El gobierno premió a Ayala con el título de Marqués de Casa-Torre por sus disputas con el teniente José Fernández de Córdoba.
El 18 de enero de 1708, fue nombrado gobernador general de Cuba. Sin embargo, solo se mantendría hasta el 18 de febrero de 1711, porque su auditor José Fernández de Córdoba, lo encarceló en la prisión del Castillo de los Tres Reyes Magos del Morro, en la misma isla, enviando el rey Felipe V una acusación de corrupción contra el gobernador.
Sin embargo, dos años más tarde, fue absuelto y el 14 de febrero de 1713, Ayala fue reelegido para el mismo cargo. En este nuevo periodo, fundó la ciudad de Santiago del Bejucal, la industria del tabaco adquirió un gran desarrollo y la planta comienza a ser ampliamente cultivado en el distrito, "Vuelta Abajo".
El 9 de junio de 1714, Laureano de Torres y Ayala promovió la construcción de un hospital para leprosos, que se estableció en la ciudad de La Habana. Después de recoger grandes donaciones, comenzó construcción del Hospital de San Lázaro y su templo en una parcela ubicada cerca de la ciudad.
Falleció el 1 de septiembre de 1725 en La Habana, Cuba, a los 76 años de edad.

## Vida privada
Laureano de Torres y Ayala se casó con la cubana Catalina Gertrudis Bayona y Chacón el 5 de agosto de 1687 en La Habana. Tuvo tres hijos: Tomasa María, Laureano Antonio José y Sor Manuela de San Laureano.

## Cultura popular
Hizo una aparición en el videojuego de acción y aventuras de Assassin's Creed IV: Black Flag como uno de los principales antagonistas. En el mismo fue gobernador de Florida, de Cuba y Gran Maestre de la Orden del Temple en el Caribe. Junto a los templarios Julien du Casse y Woodes Rogers, Ayala planea usar a Bartholomew Roberts para encontrar el acceso al Observatorio, que será localizado por los templarios en 1722 en Long Bay, Jamaica, para poder controlar los imperios europeos. El aliado de los asesinos Edward Kenway se dirige apresuradamente al Observatorio para impedir la acción de Ayala, y finalmente lo asesina.